# Misbruik van omstandigheden
Misbruik van omstandigheden is de situatie waarin iemand van de omstandigheden waarin een ander verkeert, gebruikmaakt om die ander iets te laten doen of nalaten wat hij of zij in een normale situatie niet zou hebben gedaan. In veel gevallen is dit doen of nalaten nadelig voor de ander en voordelig voor de misbruiker. Kort gezegd maakt men misbruik van iemands tijdelijke kwetsbaarheid.
Binnen het Nederlands privaatrecht wordt misbruik van omstandigheden genoemd als een wilsgebrek, hetgeen een ten gevolge hiervan gesloten rechtshandeling vernietigbaar maakt. Degene die zich beroept op misbruik van omstandigheden zal dit wel moeten aantonen. Tevens zal aan de wettelijke omschrijving van de rechtsfiguur moeten zijn voldaan.

## België
Naar Belgisch recht is er sprake van misbruik van omstandigheden wanneer bij de contractsluiting een kennelijk onevenwicht bestaat tussen de prestaties als gevolg van het misbruik door de ene partij van omstandigheden die verbonden zijn aan de zwakke positie van de andere partij (art. 5.37 van het Burgerlijk Wetboek (BW)). Als het misbruik van omstandigheden vaststaat, kan de zwakke partij aanspraak maken op de aanpassing van haar verbintenissen door de rechter en, indien het misbruik doorslaggevend is, op de relatieve nietigheid daarvan (art. 5.37, tweede lid BW).

## Nederland
Artikel 3:44 lid 4 van het Nederlands Burgerlijk Wetboek stelt dat er sprake is van misbruik van omstandigheden indien:
"iemand die weet of moet begrijpen dat een ander door bijzondere omstandigheden, zoals noodtoestand, afhankelijkheid, lichtzinnigheid, abnormale geestestoestand of onervarenheid, bewogen wordt tot het verrichten van een rechtshandeling, het tot stand komen van die rechtshandeling bevordert, ofschoon hetgeen hij weet of moet begrijpen hem daarvan zou behoren te weerhouden."
Deze omschrijving impliceert dat er een bijzondere omstandigheid moet zijn die de ander kwetsbaar maakt, en waarvan de misbruiker het bestaan kent en weet of moet weten dat die ander hierdoor kwetsbaar is. De misbruiker moet de ander hebben aangezet tot de rechtshandeling, terwijl hij wist of had moeten weten dat de ander dit normaal niet zou hebben gedaan. Verder zal de misbruiker hebben moeten beseffen dat hij de ander van de rechtshandeling had moeten weerhouden, hetgeen impliceert dat de ander van de rechtshandeling nadeel heeft ondervonden.

### Voorbeelden
Gijs probeert al vele jaren lang het huis en de grond van zijn buurvrouw Mariet voor een lage prijs te kopen, omdat een projectontwikkelaar een oogje op het gebied heeft en hij dus hoopt de grond met winst verkopen. Mariet houdt altijd af omdat haar oma en opa nog in het huis hadden gewoond, maar dan loopt haar relatie met haar vriend stuk. Haar vriend kan dit niet verwerken en begint haar te stalken. Bovendien overlijdt haar moeder. Mariet zit geestelijk na enkele maanden volledig aan de grond. Gijs komt regelmatig langs, is heel meelevend en vriendelijk, en op een gegeven moment brengt hij te berde dat ze door te verhuizen misschien wel ergens anders opnieuw kan beginnen en van 'dat gedoe met haar ex' af is. Als Gijs hierop wederom een bod doet voor dezelfde lage prijs stemt Mariet toe. Achteraf realiseert ze zich dat ze eigenlijk helemaal niet haar huis wilde verkopen.
Jan is al jaren werkzaam in een accountantskantoor. Op een gegeven moment kampt hij met ernstige gezondheidsproblemen, te weten een hernia gevolgd door een longontsteking en een zware depressie. Hij komt vaker niet dan wel opdagen en de werkgever begint genoeg van hem te krijgen. Op een gegeven moment wordt Jan uitgenodigd voor een gesprek met zijn leidinggevende en een manager van Human Resources, waarbij de beëindiging van het dienstverband ter sprake komt. Uiteindelijk tekent Jan een beëindigingsovereenkomst waarbij zijn dienstverband beëindigd wordt en hij 1 maand salaris meekrijgt. Later komt Jan er tot zijn grote schrik achter dat hij hierdoor geen recht op een uitkering heeft.

### Gevolgen
Een geslaagde vordering op grond van misbruik van omstandigheden zal ertoe leiden dat de rechtshandeling wordt vernietigd. Daarbij zal de misbruiker een onrechtmatige daad hebben gepleegd jegens de ander en kan deze ander wellicht schadevergoeding vorderen. Wel zal iemand die zich op misbruik van omstandigheden beroept dit moeten aantonen.